# Glaphyrus reymondi
Glaphyrus reymondi är en skalbaggsart som beskrevs av Kocher 1957. Glaphyrus reymondi ingår i släktet Glaphyrus och familjen Glaphyridae. Inga underarter finns listade i Catalogue of Life.